# Ambroise Vente
Ambroise Vente, né le 2 avril 1823 à Paris et mort le 19 septembre 1882 à Paris, est un magistrat et homme politique français.
Conseiller à la Cour de cassation, il fut élu député du Nord en 1871 et devint sous-secrétaire d'État à la justice sous le deuxième gouvernement Albert de Broglie du 26 novembre 1873 au 21 mai 1874.

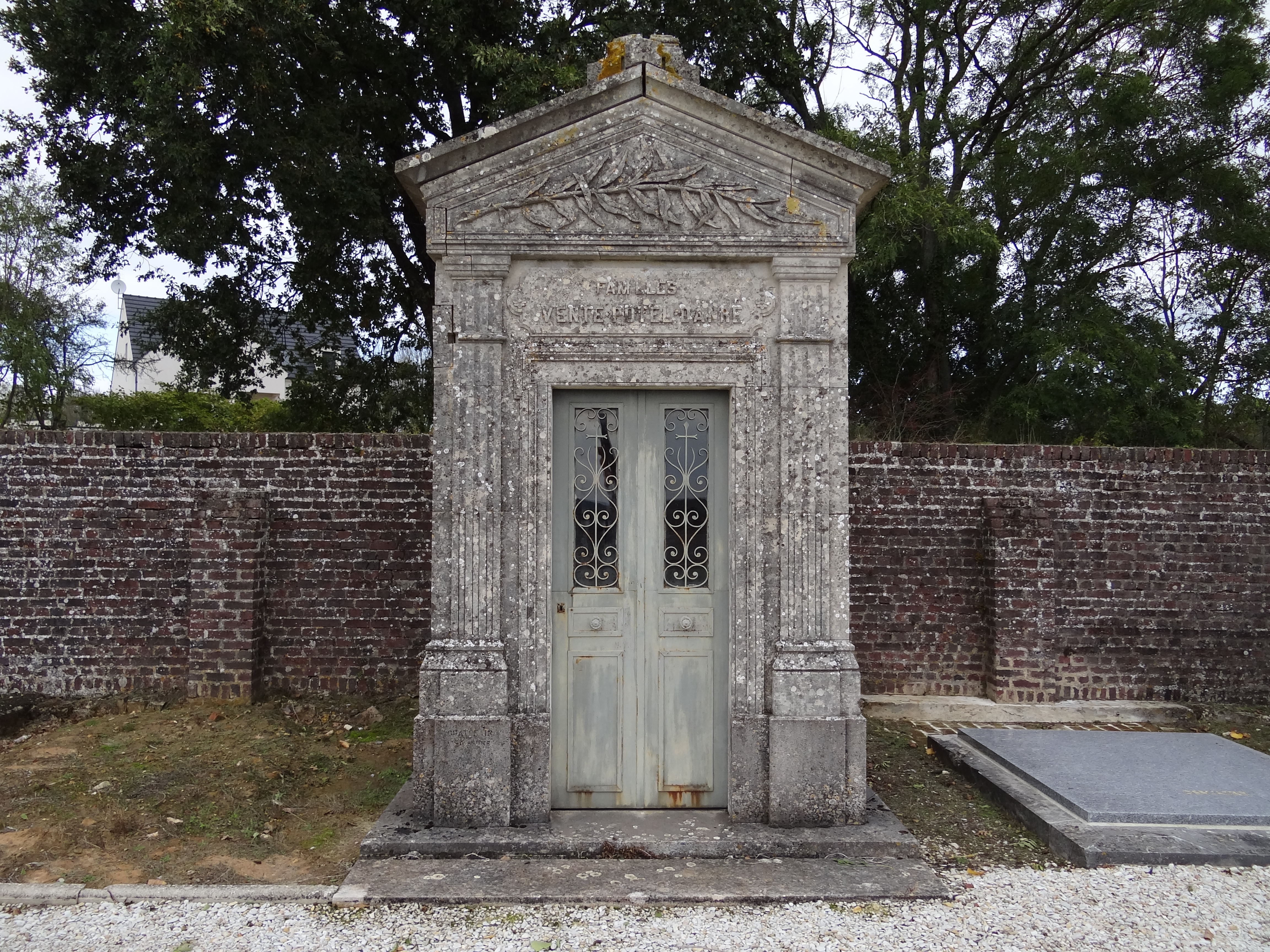
La chapelle des familles Vente, Potel et Danré au cimetière de Faverolles (Aisne).

A sa mort en 1882, il est inhumé dans la chapelle funéraire de sa belle-famille au cimetière de Faverolles dans l'Aisne.

## Sources
- « Ambroise Vente », dans Adolphe Robert et Gaston Cougny, Dictionnaire des parlementaires français, Edgar Bourloton, 1889-1891 [détail de l’édition]